# Emanuel Šlechta
Emanuel Šlechta (ur. 19 grudnia 1895 w Kutnej Horze, zm. 17 marca 1960 w Pradze) – czechosłowacki inżynier i polityk, od 1948 do 1960 przewodniczący Czechosłowackiej Partii Socjalistycznej.

## Życiorys
Z wykształcenia był inżynierem technikiem. W latach 1923–1926 przebywał w USA. Po powrocie do kraju pracował naukowo jako docent na Czechosłowackim Uniwersytecie Technicznym w Pradze (ČVUT), publikował prace z dziedziny techniki (m.in. "Hospodárná velikost sériové výroby", 1927; "Plynulá a přerušovaná výroba", 1938). W latach 1938–1939 członek Partii Jedności Narodowej. W czasie II wojny światowej więziony w obozie Buchenwald.
Po wyzwleniu pełnił obowiązki przewodniczącego zarządu Banku Żywnościowego (Živnobanka). Zasiadał we władzach Czechosłowackiej Partii Narodowo-Socjalistycznej pozostając jednocześnie (tajnym) członkiem KSČ. W lutym 1948 znalazł się wśród organizatorów Czechosłowackiej Partii Socjalistycznej, której był przewodniczącym w latach 1948–1960. Zasiadał w Zgromadzeniu Narodowym, pełnił obowiązki ministra techniki (1948–1950), budownictwa (1950–1956) oraz przewodniczącego Państwowej Rady Odbudowy (od 1956).
W marcu 1960 wraz z żoną popełnił samobójstwo poprzez zażycie trucizny.

## Wybrane publikacje
- Hospodárná velikost sériové výroby, 1927
- Americký industrialismus, 1928
- Organizace průmyslových podniků, 1935
- Plynulá a přerušovaná výroba, 1938